# مجید فراهانی
مجید فراهانی (زاده دی ۱۳۵۲) سیاستمدار اصلاح‌طلب ایرانی و رئیس شورای مرکزی حزب ندای ایرانیان از سال ۱۳۹۶ است. وی از شهریور ۱۴۰۳ معاون هماهنگی و پیگیری نهاد ریاست‌جمهوری ایران است. فراهانی پیش‌تر عضو پنجمین دوره شورای شهر تهران و دبیرکل پیشین حزب ندای ایرانیان بوده‌است.
فراهانی دارای مدارک دکتری DBA دانشکده مدیریت دانشگاه تهران و دانش‌آموخته دکتری رشته مدیریت پروژه و ساخت از دانشگاه تربیت مدرس، فوق لیسانس مدیریت اجرایی از دانشگاه علم‌وصنعت ایران و لیسانس مهندسی صنایع از دانشگاه صنعتی شریف است.

## مسئولیت‌های تخصصی
مجید فراهانی عضو مؤسس و هیات مدیره انجمن مدیریت پروژه ایران و در حال حاضر عضو شورایعالی این انجمن بوده و سابقه مشاوره و نیز تدریس مدیریت پروژه در دانشگاههای مختلف از جمله : دانشکده مدیریت دانشگاه تهران، دانشگاه معماری و هنر پارس، انستیتو نفت و گاز دانشگاه تهران ،دانشکده فنی دانشگاه پیام نور  و دانشکده اقتصاد دانشگاه تهران و نیز کثیری از سازمانها و صنایع مختلف را داشته‌ است.
وی اولین رئیس جایزه ملی مدیریت پروژه ایران و نیز اولین رئیس جایزه ملی مدیر پروژه برتر سال کشور بوده و دارای مدارک بین‌المللی مدیریت پروژه حرفه‌ای PMP از انستیتو مدیریت پروژه ایالات متحده آمریکا PMI و گواهینامه بین‌المللی مدیریت پروژه پایه PRINCE 2 از مرکز دولتی مدیریت بازرگانی OGC انگلستان است. در حال حاضر مجید فراهانی رئیس هیات مدیره موسسه مدیریت پروژه آریانا از قدیمی ترین شرکتهای مشاوره و آموزش در حوزه مدیریت پروژه است. وی رئیس کمیته صنعت کنفرانس های بین المللی مدیریت پروژه ایران بوده و مقالات متعدد داخلی و خارجی در کنفرانس های بین المللی ارائه کرده  و عضو هیات داوران (ژوری) جایزه ملی مدیریت پروژه ایران و نیز سرارزیاب جایزه ملی مشاوره مدیریت ایران بوده است. آخرین مسئولیت تخصصی وی معاونت برنامه ریزی و توسعه کسب و کار هولدینگ مان بوده است.

## کتب تألیفی و ترجمه شده
مجید فراهانی کتابهای مختلفی در حوزه مدیریت پروژه تألیف یا ترجمه نموده که برخی از آن‌ها به قرار زیرند :
۱. تألیف کتاب استقرار عملیاتی مدیریت پروژه بر اساس استاندارد PMBOK- انتشارات آریانا قلم- ۱۳۹۳
۲. تألیف مرجع کاربردی مدل تعالی پروژه PEM- IPMA- انتشارات آریانا قلم- ۱۳۹۱
۳. ترجمه استاندارد راهنمایی برای مدیریت پورتفولیو پروژه‌ها ISO 21504 – انتشارات مهربان - ۱۳۹۶
۴. ترجمه استاندارد مدیریت زمانبندی پروژه – انستیتو PMI- انتشارات آریانا قلم- ۱۳۸۹
۵. ترجمه مدل بلوغ مدیریت پروژهOPM3 – انستیتو PMI- انتشارات آریانا قلم- ۱۳۸۷
6. 2030 فن آوری که دنیا را تغییر خواهد داد- انتشارات رازنهان- 1398
7. مدیریت پروژی محیط زیستی (اصول ، روش ها ، فرایندها)- مرکز مطالعات شهرداری تهران- 1400
8. مدیریت بحران برای مدیران بحران- انتشارات رازنهان- 1397
9. راهنمای بودجه ریزی مشارکتی در شهر - انتشارات زیارت-1398
10. بودجه برای مردم: بودجه شهرداری تهران به زبان ساده برای شهروندان- 1399

## مسئولیت‌های اجتماعی
مجید فراهانی در کارنامه خود عضویت در شورای اسلامی شهر تهران (دوره پنجم) ، دبیرکلی و رئیس شورای مرکزی حزب ندای ایرانیان  و نیز سابقه عضویت در شورای مرکزی انجمن اسلامی دانشجویان دانشگاه صنعتی شریف و اخیراٌ عضویت در شورای راهبری مجمع دانش آموختگان دانشگاه صنعتی شریف را دارا بوده است. عضویت در شورای مرکزی دفتر تحکیم وحدت و نیز شورای مرکزی جبهه مشارکت ایران اسلامی از سوابق گذشته مجید فراهانی است.
وی در سال ۱۳۹۶ برای انتخابات شوراهای اسلامی شهر و روستا (۱۳۹۶) از حوزهٔ تهران، نامزد شد و در لیست اصلاح‌طلبان قرار گرفت.
در این انتخابات، وی با ۱٬۱۶۴٬۰۷۲ رای، در لیست منتخبین حوزه انتخابیه شورای شهر تهران، ری و تجریش قرار گرفت و وارد شورای شهر شده و به عنوان رئیس کمیته بودجه و نیز نماینده شورای شهر در هیات حل اختلاف کمیسیون شهرداری تهران و نیز عضو و رئیس کمیسیون برنامه و بودجه شورای شهرستان شمیرانات و به عنوان ناظر رئیس شورای شهر تهران در امور محاسبات و پایش عملکرد شورا انتخاب شد. بر اساس آمار منتشره در این دوران وی رکورددار بازدید از محلات و پروژه های شهر تهران بوده و بیشترین تعداد تذکرات نظارتی را به شهردار تهران و مدیران وی در صحن علنی شورای شهر داده است.